# Intel 8048

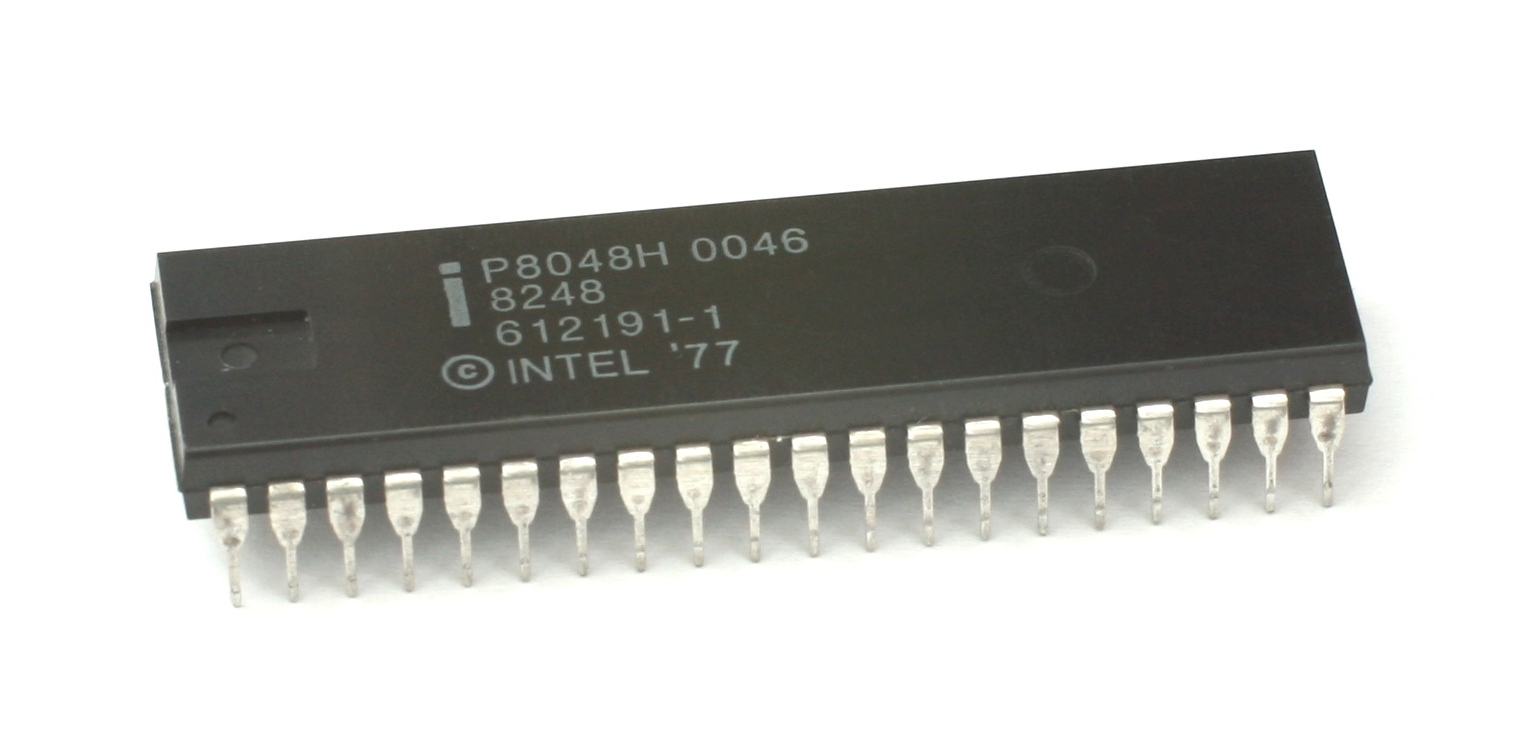
Mikroprocesor Intel 8048

Intel 8048 je osmibitový a první jednočipový mikropočítač firmy Intel. Patří do rodiny MCS-48 modifikované harvardské architektury.
Obsahuje 1 KiB interní ROM, která může být externě rozšířena až o další 3 KiB. Dále je přítomno 64 B operační paměti (RAM), ta je externě rozšiřitelná na 256 B, podporován je standby režim. Prvních 16 bajtů slouží jako operační registry s možností přímé adresace. Horních 16 bajtů je použitých jako zásobníková paměť, rovněž tuto lze přímo adresovat. Zbytek paměti pouze nepřímo. Do externí paměti lze přistupovat pouze pomocí instrukce MOVX.
Podporuje dvě maskovaná přerušení a to vnější (INT) a čítač/časovač, který je jeden a to osmibitový. Porty: 27 I/O obousměrných linek je mapovaných do vlastního adresového prostoru, odděleném od adresového prostoru programu a dat. Oscilátor byl součástí čipu. Obsahuje jedno nebo dvoubajtové instrukce.

## Registry
- Programový čítač (16 bitů)
- Střadač
- Pracovní registry
- Ukazatel RAM
- Stavový registr:
  - CY – carry (bit přetečení)
  - AC
  - Flag 0 – uživatelský flag
  - BS – Bank Select
  - SP – Stack pointer (3 bity)

Přestože 8048 byl nakonec nahrazen populárnějšími 8051/8031 ze stejné stáje, vzhledem ke svým nízkým nákladům, široké dostupnosti, paměťové efektivitě jednobajtové instrukční sady a vyspělým vývojovým nástrojům, je stále používaný v zařízeních spotřební elektroniky jako jsou televizory, dálkové ovladače, hračky a jiné přístroje, kde jsou provozní náklady podstatné. Národní podnik Tesla vyráběl svůj 40pinový klon pro patici DIP – obvod MHB8048.